# استفانیا بلموندو
استفانیا بلموندو (ایتالیایی: Stefania Belmondo؛ زادهٔ ۱۳ ژانویهٔ ۱۹۶۹) اسکی‌باز صحرانوردی، و اسکی‌باز آلپاین اهل ایتالیا است.